# دانا غودير
دانا غودير (بالإنجليزية: Dana Goodyear)‏ هي صحفية أمريكية، ولدت في 1976.

## وصلات خارجية
- الموقع الرسمي